# Papilio constantinus
Papilio constantinus är en fjärilsart som beskrevs av Ward 1871. Papilio constantinus ingår i släktet Papilio och familjen riddarfjärilar. Inga underarter finns listade i Catalogue of Life.

## Bildgalleri

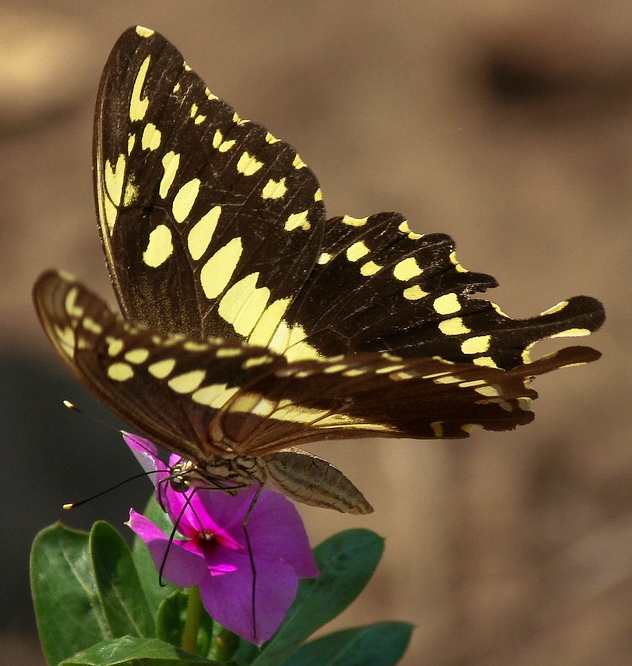
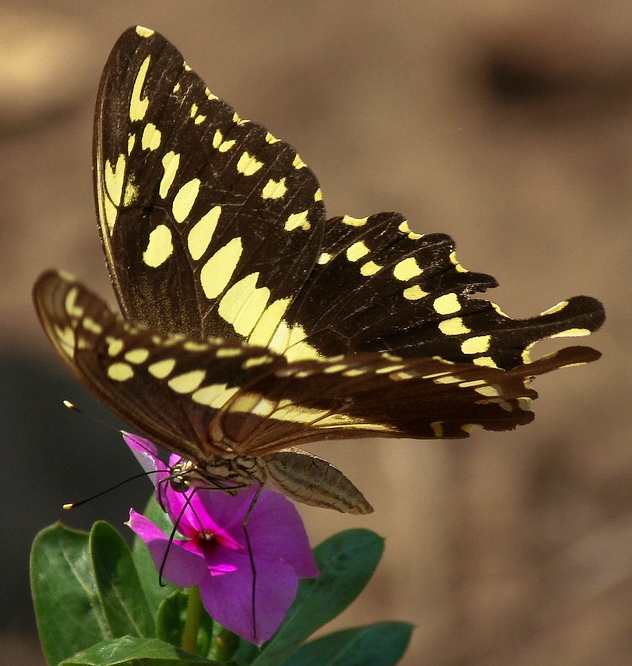